# Carol Shields
Carol Ann Shields, nata Warner, (Oak Park, 2 giugno 1935 – Victoria, 16 luglio 2003), è stata una scrittrice canadese.
È ricordata particolarmente per il suo romanzo In cerca di Daisy (The Stone Diaries) con cui ha vinto il Premio Pulitzer per la narrativa.

## Biografia
Nata a Oak Park (Illinois) ha studiato all'Hanover College (Indiana), dove entrò a far parte del gruppo studentesco Alpha Delta Pi. Grazie ad una borsa di studio patrocinata dalle Nazioni Unite, la Shields poté trascorrere un anno (1955-1956) presso la University of Exeter. Dopo aver fatto ritorno in America ottenne un diploma in Master of Arts nel 1957 presso l'Università di Ottawa. 
Durante il suo soggiorno in Scozia nel 1956 incontrò uno studente d'ingegneria di origini canadesi, di nome Donald Hughes Shields, che sposò nel 1957 e con il quale si trasferì in Canada ottenendo successivamente la cittadinanza canadese.

## Opere

### Romanzi
- Small Ceremonies, 1976
- The Box Garden, 1977 (poi ristampato con Small Ceremonies con il titolo di Duet)
- Happenstance, 1980
- A Fairly Conventional Woman, 1982
- Mary Swann, 1987 (Voland, 2007, 978-88-88700-91-5)
- A Celibate Season, 1991 (con Blanche Howard)
- The Republic of Love, 1992 (L'amore è una repubblica, Voland 2011, EAN 978-88-6243-075-3)
- The Stone Diaries, 1993 (Diari di pietra, Voland 2009, EAN 978-88-6243-038-8)
- La festa di Larry (Larry's Party), 1997, vincitore dell'Orange Prize
- A meno che (Unless), 2002, finalista del Man Booker Prize nel 2002 e dell'Orange Prize nel 2003

### Racconti
- Words, 1985
- Various Miracles, 1985
- The Orange Fish, 1989
- Dressing Up for the Carnival, 2000
- Collected Stories. Toronto: Random House, 2004

### Poesia
- Others. Ottawa: Borealis Press, 1972
- Intersect. Ottawa: Borealis Press, 1974
- Coming to Canada. Ottawa: Carleton University Press, 1992